# Неверово (усадьба)
Неверово — утраченная дворянская усадьба, стоявшая на левом берегу Москва-реки. Участок ныне в черте города Воскресенска Московской области.
Первым владельцем усадьбы был генерал-лейтенант Д. М. Неверовский. Отсюда усадьба и получила название. Согласно отчёту по Коломенскому уезду за 1852 год имение принадлежало Н. И. Афанасьевой, по другим данным — майору А. Полозову. После отмены крепостного права Неверово приобрел генерал Грамматин. Позже имение перешло к внуку Лихачёву, убитому в годы Первой мировой войны. После его смерти жена продала усадьбу купцу Седину за 100000 рублей.
После революции 1917 года здесь был совхоз «Красный Восток», который просуществовал до начала строительства Воскресенского химкомбината. В 1926 году здесь проживало 217 человек. Главный дом уничтожен в годы Великой Отечественной войны. Во второй половине XX века на месте деревни Неверово был насыпан отвал фосфогипсовой руды, похоронивший под собой остатки имения.
Массивный двухэтажный деревянный главный дом был похож на египетскую пирамиду. Перед главным домом была разбита липовая аллея. По склону идущему к реке рос сад. В саду был небольшой домик, служивший владельцам летней дачей.